# Heterocrepidius
Heterocrepidius – rodzaj chrząszcza z rodziny sprężykowatych,.
Owad występuje w następujących państwach: Kostaryka, Kolumbia, Brazylia, Ekwador, Peru, Argentyna, Urugwaj, Indie i Indonezja (Sumatra).